# Bakumivka, Rokîtne
Bakumivka (în ucraineană Бакумівка) este un sat în comuna Romașkî din raionul Rokîtne, regiunea Kiev, Ucraina.

## Demografie
Componența lingvistică a localității Bakumivka
     Ucraineană (97,58%)
     Rusă (2,42%)
Conform recensământului din 2001, majoritatea populației localității Bakumivka era vorbitoare de ucraineană (97,58%), existând în minoritate și vorbitori de rusă (2,42%).